# Maître du monde
Maître du monde ('Meester van de wereld') is een Franse dramafilm uit 2011 onder regie van Enrico Giordano.

## Verhaal
Richard Cruzot, een effectenhandelaar van in de veertig, besluit de samenleving de rug toe te keren. Hij trekt zich terug in de wildernis op zoek naar verlossing, maar komt daar alleen zichzelf tegen. 

## Acteur
- Boris Beynet als Richard Cruzot